# Satmar
Satmar (en hebreu: סאטמר) és un moviment religiós que s'adhereix al judaisme hassídic originari del poble de Szatmárnémeti (ara anomenat Satu Mare, Romania), situat en el seu moment en el Regne d'Hongria.
La major part de la comunitat viu a Williamsburg, Brooklyn a Nova York, així com en la comunitat de Kiryas Joel, Monroe Township, Nova York, i també en Boro Park, Brooklyn, Monsey, New York i altres centres haredites a Amèrica del Nord, Europa, Israel i l'Argentina.
Durant molt temps i en forma tradicional, el Rebe de Satmar, Yoel Teitelbaum, fou el president de l'Edah Haredit de Jerusalem, encara que cap dels passats rebes va viure permanentment en aquesta ciutat. Aquesta tradició va acabar en 2006 amb la defunció de l'anterior Rebe, Moshe Teitelbaum.
Satmar és un dels moviments hassídics més grans de l'actualitat, encara que no disposa de comparacions demogràfiques formals amb altres grups hassídics.
S'estima en 120.000 el nombre dels seus integrants, sense incloure a un cert nombre de moviments hassídics hongaresos que s'adhereixen a l'antisionisme i que s'identifiquen amb Satmar.